# Omaloplia baraudi
Omaloplia baraudi är en skalbaggsart som beskrevs av Eduardo Galante 1985. Omaloplia baraudi ingår i släktet Omaloplia och familjen Melolonthidae. Utöver nominatformen finns också underarten O. b. pontica.